# Невесинє (громада)
Невесинє (босн. Općina Nevesinje, серб. Општина Невесиње) — боснійська громада, розташована в регіоні Требинє Республіки Сербської. Адміністративним центром є місто Невесинє.